# Infrarecorder
InfraRecorder is een vrij programma voor het bewerken en schrijven van cd's en dvd's. InfraRecorder maakt gebruik van de vrije softwarebibliotheek cdrtools en wordt onder de GPL vrijgegeven waardoor het vrije software is. Versie 0.53 is de laatste versie en verscheen op 1 september 2012. Infrarecorder wordt geschreven in C++ door de software-ontwikkelaar Christian Kindahl.

## Functies
InfraRecorder ondersteunt het herschrijven van een schijf alsook dual-layer-dvd's. InfraRecorder kan ook een ISO-bestand naar een schijf branden. Het programma kan op een USB-stick geplaatst worden waardoor het portable software is.
Verdere functionaliteit betreft:
- Het maken van data- en audioschrijven
- Werken met herschrijfbare schijven
- De mogelijkheid om schijven als WAV- of ISO-bestanden te bewaren.

Ook ondersteunt InfraRecorder de LAME MP3-encoder om audio-cd-tracks op te slaan.
InfraRecorder is beschikbaar als 32 en 64 bitversie, maar de 64 bitversie heeft geen Ogg Vorbis-decoder of libsnd-bibliotheek aan boord, vanwege compilatieproblemen met MinGW op het 64 bit-Windowsplatform.